# De Raet (II)

Geslachtswapen (1843)

De Raet (ook: Van Cats de Raet) is een geslacht waarvan leden sinds 1843 tot de Nederlandse adel behoren en dat in 1937 uitstierf.

## Geschiedenis
De eerste bekende voorvader is Jan Raet (†1523), burgemeester van Zaltbommel, stamvader van het geslacht De Raet (I). Een nazaat, mr. Gualtherus de Raet (1614-1663), werd op 30 mei 1660 door koning Karel II van Engeland verheven tot baronet. Diens achterkleinzoon, mr. Arent de Raet, 5e baronet (1714-1771), was de vader van een niet-gewettigde zoon, Arent de Raet (1760-1838); deze laatste is de stamvader van het tweede geslacht De Raet.
Een zoon van de stamvader, Willem (1793-1859), werd bij KB van 22 april 1843 erkend te behoren tot de Nederlandse adel met de titel van baron (op allen) op grond van de zogenaamde afstamming van Johannes de Raet, heer van Laer die in 1416 door keizer Sigismund in de adelstand werd verheven. Later bleek deze afstamming niet bewijsbaar en onjuist.
Op dezelfde datum als zijn broer werd Jacob van Cats de Raet (1798-1874) in 1843 erkend met de titel van baron op allen. Met een dochter van hem stierf dit adellijke geslacht in 1937 uit.